# Bertrando di San Genesio
Bertrando di San Genesio, noto anche come Bertrando di Aquileia (in francese Bertrand de Saint Geniès e Bertrand d’Aquilée; in friulano Beltràm di Sant Genesius e Beltràm di Aquilee; Guascogna, 1260 circa – San Giorgio della Richinvelda, 6 giugno 1350), è stato un patriarca cattolico francese, patriarca di Aquileia dal 1334 fino alla morte, venerato come beato e martire dalla Chiesa cattolica.

## Biografia
Celebre professore di diritto alla università di Tolosa e cappellano del papa, Bertrando venne elevato al patriarcato di Aquileia il 4 luglio 1334. Di età già avanzata, arrivò in Friuli con un ben preciso piano di riforme istituzionali ed ecclesiastiche, amministrative e militari da compiere.
Nell'incarico dimostrò grande abilità come diplomatico, poiché strinse alleanze sia con Venezia sia con il duca d'Austria; rivelò inoltre anche grandi capacità militari, sconfiggendo in campo aperto Rizzardo III da Camino (che morirà per le ferite riportate) (1335), il quale aveva conquistato un castello (Cavolano) lungo il fiume Livenza durante la sede vacante del patriarcato. Con tale vittoria riuscì non solo a sottrarre le terre precedentemente perdute, ma anche a riportare l'intero Cadore sotto la giurisdizione patriarcale (1347).
Contro la repubblica di Venezia partecipò alla spedizione di Luigi "Il Grande" re d'Ungheria in soccorso di Zara (maggio-luglio 1346), che era stata presa dai veneziani. In seguito, alleatosi con i conti di Gorizia, Alberto IV conte d'Istria, Alberto II "lo Sciancato" d'Asburgo duca d'Austria ed ai Croati invase nuovamente le terre istriane (1348). Capodistria colse l'occasione per ribellarsi ma fu assediata dai veneziani che la costrinsero alla resa e, con la pace siglata, ottennero la restituzione di parte delle terre occupate.
Bertrando affrontò successivamente il conte di Gorizia, guidando personalmente, assieme a Bregonia signore di Spilimbergo, l'esercito alla riconquista di Venzone nel 1336 (concesse in quell'occasione alla città di tenere un mercato settimanale), Braulins e Cormons. Nel tentativo di riconquistare Venzone i conti di Gorizia, appoggiati da Alberto V duca d'Austria, invasero le terre del patriarca; nel 1340 il patriarca saccheggiò Cormons nel goriziano, pose l'assedio a Gorizia e costrinse il conte alla tregua. La messa di natale fu celebrata dal patriarca e dall'abate di Moggio rivestiti d'armatura. Il fatto si ripeteva tradizionalmente ad Udine (fino al 1848), poi a Gorizia ed è a tutt'oggi confluito nel rituale della messa dello Spadone. L'assedio fu tolto solo a causa di alcuni tumulti scoppiati in Friuli. Il patriarca non rinunciò tuttavia a soggiogare definitivamente i conti di Gorizia ed assediò Belgrado di Varmo, costringendo i conti ad una tregua (7 gennaio 1341). Il 24 ottobre del 1341 assegnò al fedele Pietro Davanzo di Firenze il Feudo di Cozoro (Cozur).
Ristabilita la giurisdizione patriarcale, Bertrando si dedicò alla repressione del potere e indipendenza dei feudatari; mirò poi a potenziare il controllo dei passi alpini, vitali per i commerci del patriarcato: potenziò delle difese alpine, costruendo la rocca Bertranda tra Moggio Udinese e Pontebba; fece inoltre costruire una nuova cinta muraria a Sacile (1347). Sempre nel 1347 riappropriò al patriarcato il Cadore, concedendogli una sostanziale autonomia attraverso il riconoscimento degli Statuti cadorini.
Sul piano ecclesiastico indisse un concilio ad Udine (1335) e uno ad Aquileia (1339), seguiti da quattro sinodi con i quali riformò la vita religiosa; confermò inoltre le norme contro gli eretici emesse dal patriarca Bertoldo di Andechs-Merania.
Nel 1348 il Friuli venne colpito da un grave terremoto che distrusse Gemona, Venzone, il palazzo patriarcale di Udine e la parte alta della basilica di Aquileia, insieme alla sciagura della Peste Nera che stava dilagando in tutta Europa. Nel febbraio 1350 il patriarca partecipò alle celebrazioni a Padova presso la Basilica di Sant'Antonio per sciogliere il voto per la fine della peste nera: il cardinale francese Guy de Boulogne, quale rappresentante papale, davanti a Jacopo II da Carrara, signore di Padova, al vescovo di Padova Ildebrandino Conti e ad uno stuolo di maggiorenti e di popolo, guidò la traslazione delle reliquie di Sant'Antonio da Padova nella nuova chiesa e depose la mandibola del Santo in un preziosissimo reliquiario che la contiene ancora oggi. Allo sfarzoso rito era presente anche Francesco Petrarca. Il cardinale Guy de Boulogne nell'occasione tentò, senza successo, di appianare il conflitto fra il patriarca ed il conte di Gorizia.
Il patriarca favorì le arti, istituì l'università di Cividale nel 1344 (dopo aver ottenuto la concessione papale nel 1339) e trasferì numerosi dicasteri amministrativi da Cividale ad Udine, dove completò e riconsacrò il duomo. Bertrando viene inoltre ricordato per le innovazioni che introdusse nella coniazione dei Denari aquileiesi: passò dai denari scodellati, cioè con i bordi rialzati (per l'allargamento della parte centrale dovuta alla pressione del conio, che era di diametro inferiore a quello dei tondelli monetali) a quelli piani (che rimarranno in uso per tutto il resto della storia del patriarcato) che erano di peso, dimensioni e titolo di purezza ridotti; si trattava di adeguamenti al gusto dell'epoca, ma il cambiamento era anche dovuto ai progressi tecnologici, tesi a ridurre le spese di coniazione senza rinunciare a prodotti di bell'aspetto e di difficile contraffazione.
I nobili friulani, contrari all'accentramento del potere e alla perdita della loro indipendenza, si allearono a Cividale (1348); i principali congiurati erano il conte di Gorizia Enrico III - fatto scomunicare da Bertrando nel dicembre del 1348 - Gualtiero Bertoldo IV signore di Spilimbergo, suo fratello Enrico di Spilimbergo, i Villalta e Federico da Portis. Questi attaccarono e presero Fagagna, San Daniele e Buia; Udine, privata dell'acqua, fu costretta ad accettare una tregua mentre il legato papale, il cardinale Guy de Boulogne, tentava inutilmente di mediare la pace da Padova. Vista ben presto sfumare la possibilità di una vittoria sul piano militare, i feudatari ribelli approntarono una congiura (15 aprile 1350): mentre l'ormai ultranovantenne patriarca rientrava da Sacile, al guado di San Giorgio della Richinvelda subì un agguato mortale per mano di Enrico di Spilimbergo (6 giugno 1350). Un cippo eretto nei pressi della chiesa San Nicolò a San Giorgio ricorda il luogo dove avvenne l'omicidio.
Approfittando del vuoto di potere, Alberto II d’Asburgo tentò di invadere il Friuli.

## Culto
Bertrando fu riconosciuto beato nel 1760 da papa Clemente XIII. Il Martirologio Romano del 2001 lo ricorda con il titolo di martire:

## Successione apostolica
La successione apostolica è:
- Vescovo Biagio da Leonessa, O.F.M. (1337)
- Vescovo Costantino Savorgnano (1348)